# A1-es főút (Nagy-Britannia)
A brit A1-es főút köti össze Londont Edinburgh-gel, 658 km-es hosszával ez a leghosszabb főútvonal Nagy-Britanniában. Egyes szakaszain a középkori nagy északi utat követi. Az útszámozás bevezetése óta egyes részei új nyomvonalat kaptak, más szakaszait autópályává fejlesztették, ez utóbbiak jelölésére szolgál az A1(M) megjelölés.
A Newcastle és Edinburgh közötti szakasz normál kétsávos főút (2×1 sáv). Az autópályákkal ellentétben csak kevés helyen lettek megszüntetve a szintbeli kereszteződések, a mellékutak szabályos kereszteződésekkel csatlakoznak be a főútra, és egyes helyeken a becsatlakozó utak miatt körforgalmat alakítottak ki.
A megszokottal ellentétben egyes útjelző táblákon nem az elérhető települések neve látható, hanem csak annyi, hogy „észak”, illetve „dél” („The North”, illetve „The South”). Néha a köztes településeket tüntetik fel a táblán, így a végcélt (London, illetve Edinburgh) csak annak elérése előtt röviddel fedezhetjük fel.